# Shadia Habbal
Shadia Rifa'i Habbal (en arabe : شادية رفاعي حبال) est une astronome et physicienne syro-américaine spécialisée en physique spatiale (en). Professeur d'héliophysique, ses recherches sont centrées sur le vent solaire et l'éclipse solaire.

## Vie et éducation
Elle est née sous le nom de Shadia Na'im Rifa'i dans la ville de Homs où elle a terminé ses études secondaires. Elle s'est inscrite à l'université de Damas où elle a obtenu sa licence en physique et en mathématiques. Elle a obtenu une maîtrise en physique de l'université américaine de Beyrouth avant de recevoir son doctorat de l'université de Cincinnati.

## Carrière
Elle a effectué un mandat ASP d'un an au National Center for Atmospheric Research (de 1977 à 1978) et a rejoint le Center for Astrophysics en 1978, où elle a créé un groupe de recherche en physique solaire-terrestre, poste qu'elle a occupé jusqu'en 2000. Habbal a également été nommée professeur de physique solaire-terrestre à l'Institut des sciences mathématiques et physiques de l'université du pays de Galles. Entre 1995 et 2000, elle était chargée de cours à l'université Harvard.
En 2002, elle a été nommée rédactrice en chef du Journal of Geophysical Research, section Physique spatiale. La professeure Habbal est membre de nombreux organismes professionnels, dont l'Union américaine d'astronomie, l'Union astronomique internationale, l'Institut d'astronomie de l'Université de Hawaï et est également membre de la Royal Astronomical Society.

## Recherche

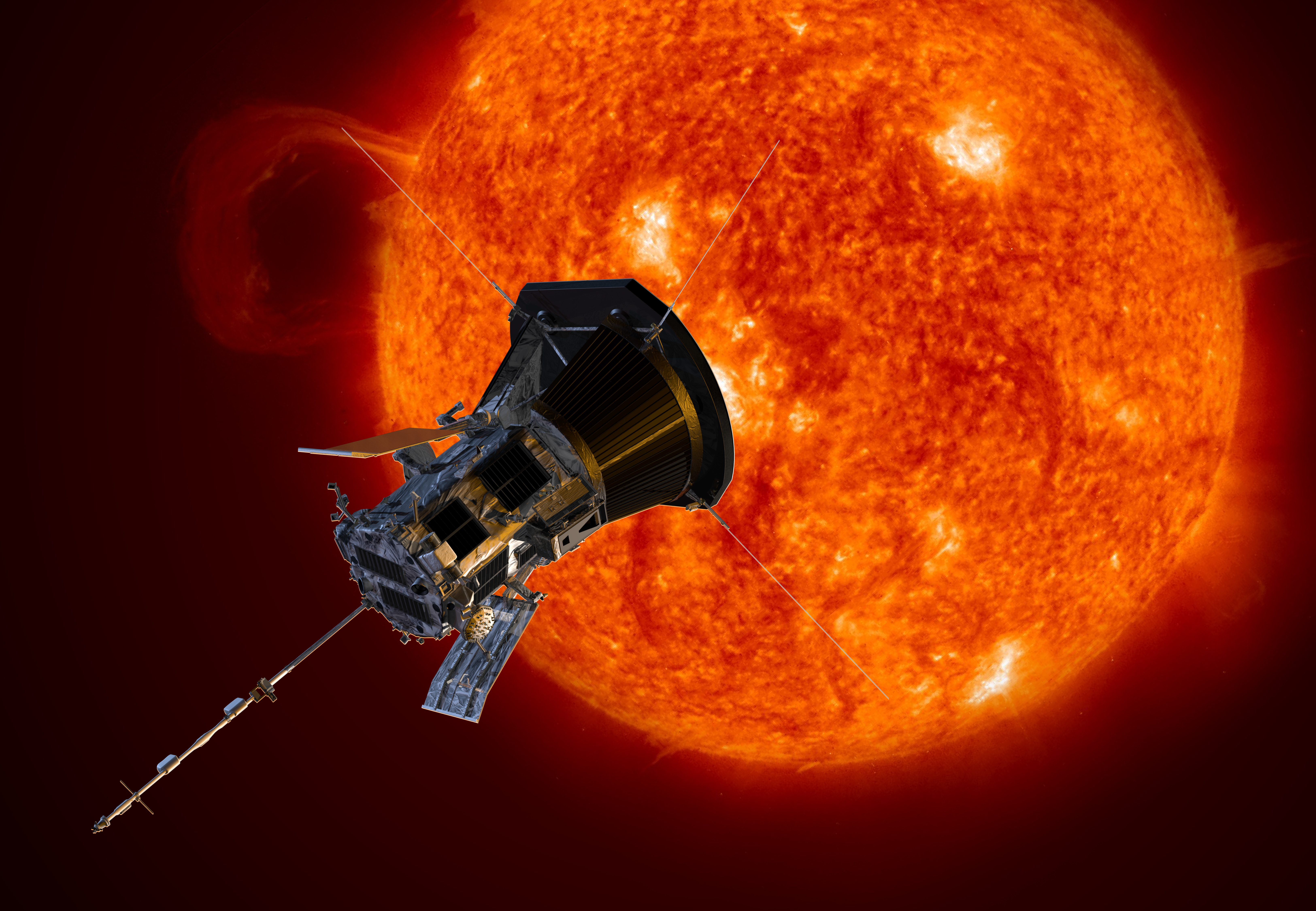
La sonde spatiale Parker.

La professeure Habbal se concentre sur l'origine et l'évolution du vent solaire, des champs magnétiques solaires et des observations polarimétriques des éclipses. Elle a dirigé plus d'une douzaine d'expéditions d'éclipses solaires, visitant des pays tels que l'Inde (1995), la Guadeloupe (1998), la Chine (2008), la Polynésie française (2010), les États-Unis (2017), l'Australie (2023) et les États-Unis (2024) sponsorisé par la NSF et la NASA. Habbal a dirigé une équipe de l'Institut d'Astronomie d'Hawaï qui a participé à l'observation de la couronne solaire lors d'une éclipse en association avec la NASA en 2006, 2008 et 2009, elle a également joué un rôle clé dans la création de la sonde spatiale Parker (de la NASA), qui a été lancée en 2018 et a été la première sonde spatiale à voler dans la couronne solaire. La professeure Habbal a développé des moyens innovants pour observer l'éclipse, notamment un système de stabilisation embarqué pour l'éclipse de l'Antarctique de 2021 (financé par la NSF) et une plateforme basée sur un cerf-volant testée pour la première fois lors de l'éclipse d'Australie de 2023 (financée par la NASA). Elle dirige une campagne pour l'éclipse américaine de 2024 qui comprendra des observations au sol, par cerf-volant et par avion avec l'avion de recherche WB-57 de la NASA.

## Honneurs
- Pionnier, de l'Arab Thought Foundation, en décembre 2004[4].
- Certificat de professeur invité de l'université de sciences et technologie de Chine, à Hefei, le 4 septembre 2001[4].
- Le NASA Group Achievement Award (en), Spartan 201 White Light Coronagraph Team, à Washington DC, le 14 août 2000[4].
- Prix de la série de conférences Adventurous Women, Comité du programme des femmes du Harvard-Smithsonian Center for Astrophysics, le 8 juin 1998[4].
- Certificat d'appréciation pour service et soutien exceptionnels — Harvard-Smithsonian Center for Astrophysics, le 19 décembre 1997[4].
- Certificat d'appréciation pour service exceptionnel — Conseil national de recherches, Conseil des sciences de l'atmosphère et du climat, en 1996[4].
- Certificat de récompense en reconnaissance d'une réalisation particulière reflétant un niveau élevé de réussite, à la Smithsonian Institution le 25 juillet 1993[4].

## Publications sélectionnées
- (en) Zdeněk Hrazdíra, Miloslav Druckmüller et Shadia Habbal, « Measuring Solar Differential Rotation with an Iterative Phase Correlation Method », The Astrophysical Journal Supplement Series, vol. 252, no 1,‎ 23 décembre 2020, p. 6 (ISSN 0067-0049, DOI 10.3847/1538-4365/ABC702, Bibcode 2021ApJS..252....6H)
- (en) Benjamin Boe, Shadia Habbal et Miloslav Druckmüller, « Coronal Magnetic Field Topology from Total Solar Eclipse Observations », The Astrophysical Journal, vol. 895, no 2,‎ 3 juin 2020, p. 123 (ISSN 0004-637X, DOI 10.3847/1538-4357/AB8AE6, arXiv 2004.08970)
- (en) Zdenek Hrazdíra, Miloslav Druckmüller et Shadia Habbal, « Iterative Phase Correlation Algorithm for High-precision Subpixel Image Registration », The Astrophysical Journal Supplement Series, vol. 247, no 1,‎ 20 février 2020, p. 8 (ISSN 0067-0049, DOI 10.3847/1538-4365/AB63D7, Bibcode 2020ApJS..247....8H)
- (en) Benjamin Boe, Shadia Habbal, Miloslav Druckmüller, Adalbert Ding, Jana Hodérova et Pavel Štarha, « CME-induced Thermodynamic Changes in the Corona as Inferred from Fe xi and Fe xiv Emission Observations during the 2017 August 21 Total Solar Eclipse », The Astrophysical Journal, vol. 888, no 2,‎ 14 janvier 2020, p. 100 (ISSN 0004-637X, DOI 10.3847/1538-4357/ab5e34, Bibcode 2020ApJ...888..100B, arXiv 1911.11222)
- (en) Fred Sigernes, Pål Gunnar Ellingsen, Noora Partamies et al., « Video cascade accumulation of the total solar eclipse on Svalbard 2015 », Geoscientific Instrumentation, Methods and Data Systems, vol. 6, no 1,‎ 13 janvier 2017, p. 9–14 (ISSN 2193-0856, DOI 10.5194/GI-6-9-2017)